# Dominik Wilczek
Dominik Wilczek (ur. 16 lipca 1999 we Wrocławiu) – polski koszykarz występujący na pozycjach rzucającego obrońcy lub niskiego skrzydłowego, od 2024 roku zawodnik Arriva Twardych Pierników Toruń
Jego ojciec, Tomasz Wilczek, również był koszykarzem.
13 maja 2021 został zawodnikiem Asseco Arki Gdynia. 5 lipca 2023 dołączył do MKS-u Dąbrowy Górniczej. 21 czerwca 2024 podpisał kontrakt z drużyną z Torunia.

## Osiągnięcia
Stan na 18 lutego 2024, na podstawie, o ile nie zaznaczono inaczej.

### Drużynowe

#### Seniorskie
- Awans do I ligi ze Śląskiem Wrocław (2017)

#### Młodzieżowe
- Mistrz Polski juniorów starszych (2017)
- Wicemistrz Polski:
  - juniorów starszych (2016)
  - juniorów (2016, 2017)
  - kadetów (2014)
  - młodzików (2013)
- Brązowy medalista mistrzostw Polski juniorów starszych (2018)

### Indywidualne
Seniorskie
- Zaliczony do I składu kolejki OBL (2 – 2023/2024)[7]
- Zwycięzca konkursu rzutów za 3 punkty OBL (2024)[8]

Młodzieżowe
- Zaliczony do I składu mistrzostw Polski:
  - juniorów (2017)
  - młodzików (2013)

### Reprezentacja
- Mistrz Europy U–20 dywizji B (2018)
- Wicemistrz Europy U–16 dywizji B (2015)
- Uczestnik mistrzostw Europy U–18 dywizji B (2016 – 6. miejsce, 2017 – 5. miejsce)
- Zaliczony do I składu mistrzostw Europy U–16 dywizji B (2015)